# Callow Rock
Callow Rock är en täkt i Storbritannien.   Den ligger i grevskapet Somerset och riksdelen England, i den södra delen av landet, 190 km väster om huvudstaden London. Callow Rock ligger 164 meter över havet.
Terrängen runt Callow Rock är platt västerut, men österut är den kuperad. Runt Callow Rock är det ganska tätbefolkat, med 144 invånare per kvadratkilometer. Trakten runt Callow Rock består i huvudsak av gräsmarker.